# 花美男連続ボム事件
『花美男連続ボム事件』（イケメンれんぞくボムじけん、原題：꽃미남 연쇄 테러 사건）は、男性アイドルグループ・SUPER JUNIORのメンバーが出演した韓国のコメディ映画。2007年公開。

## 概要
「ヌルパラン外国語高等学校」を舞台に、ダンス・グループ「ウルトラ・ジュニア」リーダーのヒチョル、柔道部主将のカンイン、生徒会長のシウォンがそれぞれの理由で「テロ」（汚物入り袋の投擲）をみずから受けようとする騒動を描いた推理喜劇。
SMエンタテインメントの子会社、SMピクチャーズ制作の最初の映画。
この映画には SUPER JUNIORのメンバーがキュヒョンを除く全員が出演している。キュヒョンは 2007年4月19日に起きた交通事故のために出演していない。
サウンドトラックが映画公開初日の2007年7月26日に発売された。

## あらすじ
2月14日、ある高校の花美男（イケメン）ソンミンが汚物入りの袋を投げつけられるという異常な攻撃を受ける。同様の攻撃が毎月14日に別々の高校で起きる。うわさでは、次の標的はヌルパラン高校と言われている。ヌルパラン高校の生徒キボムはこの事件を調査することにした。キボムが毎月14日に起こるテロ事件についてブログに書くと、高校内はテロの話でもちきりになる。3回の攻撃があったあと、キボムが思いをめぐらす。次に攻撃されるのはだれだろうか。生徒会長シウォン、ダンスチームのリーダー ヒチョル、柔道部の主将カンイン。3人それぞれの姿がキボムの頭に浮かぶ。

## 配役
- キボム - ナレーター
- シウォン - 生徒会長
- ヒチョル - ダンスチームのリーダー
- カンイン - 柔道部主将
- ドンヘ - ダンスチームのメンバー
- ウニョク - 柔道部員
- シンドン - ダンスチームのメンバー
- リョウク - 生徒会副会長[注 2] / 柔道部のパンダ（着ぐるみ）[注 3]
- イトゥク - 柔道部のパンダ（着ぐるみ）[注 4]
- ソンミン - カラム高校のイケメンで1番目のボム被弾者
- ハンギョン - バスケ部員、コサン高校のイケメンで2番目のボム被弾者
- イェソン - バンドのボーカル、ナダム高校のイケメンで3番目のボム被弾者
- クォン・ビョンギル - ヌルパラン外国語高等学校の生徒指導教員
- ユリ（少女時代） - バレエ部の部員
- チョン・インギ - 柔道部コーチ

### 注
1. ↑  キュヒョンは交通事故にあって出演していない。
2. ↑  9:1分けの髪形が話題になった。
3. ↑  最後の群舞場面を除く。
4. ↑  最後の群舞場面だけ出演した。